# Służba materiałów pędnych i smarów
Służba materiałów pędnych i smarów – w ludowym Wojsku Polskim służba wchodząca w skład kwatermistrzostwa, powołana do zaopatrywania sił zbrojnych w materiały pędne, oleje, smary i płyny specjalne, stosowane we wszelkich pojazdach mechanicznych i wozach bojowych, samolotach i śmigłowcach, jednostkach pływających marynarki wojennej, agregatach spalinowych, do eksploatacji, zabiegów konserwacyjnych i napraw technicznego sprzętu wojskowego. Służba mps dysponowała składnicami, warsztatami remontu sprzętu i urządzeń, transportem rurociągowym, laboratoriami, ośrodkami naukowo-badawczymi itp. Kierowniczym organem służby mps był Departament Służby MPS WP podległy Głównemu Kwatermistrzostwu Wojska Polskiego.